# American Academy of Pediatrics
American Academy of Pediatrics (AAP) ist eine Organisation von beruflichen Vertretern der Pädiatrie in den Vereinigten Staaten mit Sitz in Elk Grove Village, Illinois. Das Motto lautet: Dedicated to the Health of All Children. Die meisten US-amerikanischen Kinderärzte sind Mitglied.
Die Gründung erfolgte 1930 durch 60 Ärzte, die sich auf die Heilkunde von Kindern spezialisiert hatten. Der Name der Organisation reflektiert die ärztliche Unterstützung von Kindern und die Besonderheiten der Pädiatrie. Es gibt 60.000 Mitglieder. Der Vorstand wird von den Mitgliedern gewählt, die in 10 geographische Gebiete unterteilt sind. Sie ist nicht zu verwechseln mit der antihomosexuellen Dissidentenorganisation American College of Pediatrics (ACP).

## Ziel
Ziel der Organisation ist es, allen Säuglingen, Kindern, Jugendlichen und jungen Erwachsenen die optimale körperliche, geistige und sozialadäquate Gesundheit und Lebensqualität zugänglich zu machen.

## Mitglieder
Die Mitglieder (Fellow of the American Academy of Pediatrics) müssen in Pädiatrie von der American Board of Pediatrics, American Osteopathic Board of Pediatrics, der Royal College of Physicians and Surgeons of Canada oder der La Corporation Professionelle de Medicins du Quebec zertifiziert sein. Als Corresponding Fellow werden Mitglieder zugelassen, die ihren Wohnsitz nicht in den Vereinigten Staaten oder Kanada haben.

## Kontroversen
AAP hat sich in der Vergangenheit in Kampagnen für striktere Waffenkontrollen eingesetzt und ist Partner der Aktion Campaign for Children’s Health Care.
Im Februar 2002 veröffentlichte die AAP eine Studienübersicht, die zeigte, dass gleichgeschlechtliche Partnerschaften die Entwicklung eines Kindes nicht negativ beeinflussen und es vielmehr auf die Beziehung zwischen den Partnern und die Interaktion in der Familie ankommt. Gleichzeitig veröffentlichte sie ein Statement für die rechtliche Möglichkeit einer Adoption eines leiblichen oder adoptierten Kindes durch den anderen Partner in einer gleichgeschlechtlichen Partnerschaft zum Wohle des Kindes, dessen Status zu diesem Partner dadurch abgesichert wird und Sicherheit bietet (Regenbogenfamilie).
Pädiater, die Homosexualität ablehnen und überhaupt nicht damit einverstanden sind, gründeten daraufhin im Oktober 2002 das sehr namensähnliche American College of Pediatrics (ACP). Dieses sieht sich in der jüdisch-christlichen Tradition, ist jedoch offen für Pädiater aller Glaubensrichtungen. Die Mitgliederzahl wird 2010 auf 200 geschätzt. Es besteht eine enge personelle Verknüpfung zur National Association for Research and Therapy of Homosexuality (NARTH), indem fünf der sieben Mitglieder des Pediatric Psychosocial Development Committee führende Mitglieder von NARTH sind oder waren (A. Dean Byrd, Joseph Nicolosi, George Alan Rekers, Arthur A. Goldberg und Rick Fitzgibbons). Aufgefallen sind sie vor allem im April 2010 mit ihrer Website Facts About Youth und einer diesbezüglichen Aussendung an Schuldirektoren. Die Selbsteinschätzung der Webseite als „nicht-politische, nicht-religiöse“ Darstellung von aktuellen Fakten zum Thema wird von Kritikern nicht akzeptiert, sondern als einseitige Darstellung mit alten Forschungsergebnissen und einer Dominanz von reparativer Therapie gesehen. Die AAP kritisierte die Seite ebenfalls und drei Wissenschaftler (Gary Remafedi, Francis Collins, Warren Throckmorton) haben fehlerhafte Interpretation ihrer Werke öffentlich kritisiert.
2012 veröffentlichte die AAP ein Positionspapier zur Beschneidung männlicher Neugeborener, worin festgestellt wurde, dass die gesundheitlichen Vorteile einer Zirkumzision die Risiken überwögen. Zwar seien die Vorteile nicht so groß, um die Beschneidung als Standardbehandlung von männlichen Säuglingen zu empfehlen, jedoch solle die Entscheidung den Eltern überlassen und der Eingriff gegebenenfalls von der Krankenkasse bezahlt werden. 38 hauptsächlich europäische Beschneidungsgegner aus dem ärztlichen Bereich kritisierten diese Position als „kulturell beeinflusst“. Die Schlussfolgerungen der AAP unterschieden sich von denen in anderen Teilen der westlichen Welt, einschließlich Europa, Kanada und Australien. Die behaupteten gesundheitlichen Vorteile seien fragwürdig oder geringfügig und in einem westlichen Gesellschaftskontext wahrscheinlich wenig relevant für die öffentliche Gesundheit. Jedenfalls seien die Vorteile keine zwingenden Gründe für eine Operation von noch nicht einwilligungsfähigen Jungen. Die Kritiker werfen der AAP vor, mit ihrer Neubewertung der gesundheitlichen Aspekte jetzt eine eher beschneidungsbefürwortende Haltung einzunehmen.
Im Jahr 2010 bezeichnete die AAP die Legalisierung des genital nick oder ritual nick als mögliche Alternative zu einer vollständigen Ablehnung der Beschneidung von Mädchen
„However, the ritual nick suggested by some pediatricians is not physically harmful and is much less extensive than routine newborn male genital cutting. There is reason to believe that offering such a compromise may build trust between hospitals and immigrant communities, save some girls from undergoing disfiguring and life-threatening procedures in their native countries, and play a role in the eventual eradication of FGC.“

## Publikationen
Das Verbandsorgan ist die seit 1948 monatlich erscheinende  Fachzeitschrift Pediatrics.